# 21537 Fréchet
21537 Fréchet è un asteroide della fascia principale. Scoperto nel 1998, presenta un'orbita caratterizzata da un semiasse maggiore pari a 3,0764246 UA e da un'eccentricità di 0,1352193, inclinata di 1,16853° rispetto all'eclittica.